# TT da Ilha de Man
A TT (Tourist Trophy) da Ilha de Man ou Isle of Man TT, é uma corrida de motocicleta realizada anualmente nas ruas da pequena Ilha de Man, uma comunidade autônoma situada no mar entre a Irlanda e Grã-Bretanha. Este evento acontece desde 1907 entre os meses de maio ou junho, e por ser uma das corridas mais perigosas do mundo é frequentemente chamado de corrida morte.

## Visão geral da prova
O TT ilha de man possui o formato de contrarrelógio em vias públicas fechadas ao público por um Ato de Tynwald (o parlamento da Ilha de Man). O evento consiste em uma semana de sessões de treinos seguida por uma semana de corrida. É uma tradição, talvez iniciada por competidores de corrida no início dos anos 1920, que os espectadores percorram o Snaefell Mountain Course em motocicletas durante o TT Ilha de Man no "Mad Sunday",  um evento informal e não oficial sancionado no Domingo entre a 'Semana de Prática' e a 'Semana de Corrida'.
A primeira corrida do TT ilha de Man foi realizada numa terça-feira, 28 de maio de 1907, com motocicletas convencionais de rua com silenciadores de escapamento, pedais e para-lamas. Este primeiro evento em 1907 foi chamada de “International Auto-Cycle Tourist Trophy” e foi organizado pelo Auto-Cycle Club com 10 voltas num percurso que se chama St John's Short Course sendo que este percurso possuía 15,85 milhas (25,51 km), esse percurso de St John's Short Course foi substituído em 1911 pelo de Snaefell Mountain Course que ainda é o utilizado atualmente. O Snaefell Mountain Course sofreu variações no seu traçado o deixando um pouco mais longo, sendo que em 1911 ele tinha 37,40 milhas (60,19 km) e atualmente ele possui 37,73 milhas (60,72 km), mais de 250 curvas e sua elevação vai do nível do mar até a 1 300 pés (396,24 metros) acima do nível do mar.
Na primeira edição em 1907 houve uma corrida única com duas classes, ja em 1911 houve uma expansão para duas corridas individuais sendo uma para as motocicletas 350cc Junior TT e o evento flâmula azul para a corrida 500cc Senior TT. A corrida não aconteceu de 1915 a 1919 devido à Primeira Guerra Mundial. Foi retomado em 1920. Uma corrida para motocicleta 250cc Lightweight TT foi adicionada ao programa Isle of Man TT em 1922, seguido por uma corrida de Sidecar TT em 1923.

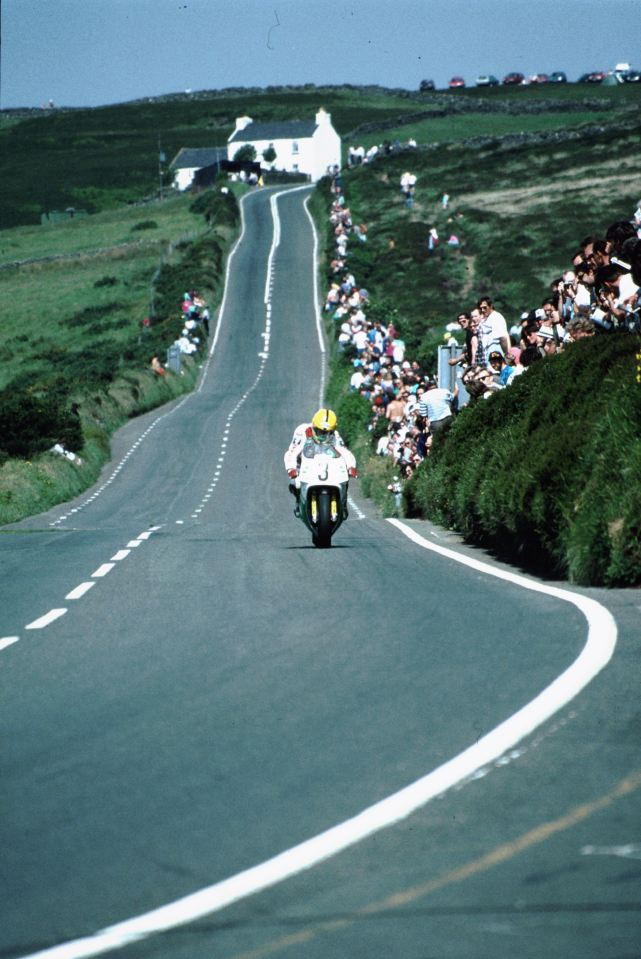
Joey Dunlop, o maior vencedor do evento com 26 vitórias, em sua Honda RC30 após Kate's Cottage na Ilha de Man 1992.

Não houve corridas na Ilha de Man entre 1940 e 1945 devido à Segunda Guerra Mundial. Ele recomeçou com o Manx Grand Prix em 1946 e o TT Ilha de Man somente em 1947, com um formato mais expandido que incluía agora as novas corridas do Clubman TT. O TT Ilha de Man tornou-se parte do Campeonato Mundial de Motociclismo FIM (agora MotoGP) como a rodada britânica do Campeonato Mundial de Motociclismo durante o período 1949–1976. Após preocupações de segurança com o Snaefell Mountain Course e problemas com "dinheiro inicial" inadequado para os competidores, houve um boicote às corridas de TT da Ilha de Man no início dos anos 1970 por muitos dos principais competidores, fabricantes, e federações nacionais de motociclismo.
O TT ilha de Man ainda é considerado na cultura popular como o evento de automobilismo mais perigoso do mundo, Um relato no local da corrida de 2003 pelo escritor da Sports Illustrated Franz Lidz chamou o espetáculo de "38 Milhas de Terror ... um teste de nervos e velocidade que pode ser o evento mais perigoso do esporte." Em 1976, a Ilha de O Man TT perdeu seu status de grande prêmio no Campeonato Mundial de Motociclismo FIM. As corridas da Ilha de Man TT tornaram-se então uma parte integrante de uma nova categoria TT Fórmula 1, Fórmula 2 e Fórmula 3 dos Campeonatos Mundiais entre 1977 e 1990 para desenvolver e manter o status de corrida internacional das corridas TT da Ilha de Man.  O evento foi redesenhado pelo Departamento de Turismo da Ilha de Man como o Festival TT da Ilha de Man a partir de 1989. Isso incluiu novos eventos de corrida para o novo programa do Festival TT da Ilha de Man, incluindo as Corridas Clássicas Pré-TT em 1989 seguidas pelas Corridas Post-TT de 1991, ambas realizadas no Circuito de Billown. Em 2013, o Isle of Man Classic TT foi desenvolvido pelo Departamento de Desenvolvimento Econômico da Ilha de Man e pela Auto-Cycle Union para motocicletas de corrida históricas e, junto com o Manx Grand Prix, agora faz parte do 'Festival de Motociclismo da Ilha de Man' realizada no final de agosto de cada ano.
Houve críticas ao evento em 2007, devido a um incidente durante a Corrida Sênior resultou na morte de um piloto e dois espectadores. O inquérito resultante fez várias recomendações que incluiu como: 'Os oficiais superiores podem muito bem ter sido elevados além da esfera de sua competência'. O legista também observou que "Estou mais do que ciente do fato de que as testemunhas do Manx Motor Cycle Club e os fiscais são todos voluntários. Eles dão seu tempo gratuitamente e sem recompensa paga. Dito isso, no entanto, se foi sugerido porque eles eram voluntários, deveria haver algum subsídio nos padrões que se esperava deles, então, lamento, não posso concordar."
Em 2018, um competidor solo ficou gravemente ferido durante uma colisão frontal com um carro da organização do evento que estava sendo dirigido em alta velocidade quando transportava policiais para oficiar no local de uma fatalidade ao longo do percurso. Ele havia sido um dos sete pilotos que foram parados no percurso e barrados pelos comissários, sendo instruído a voltar para a área do paddock na direção reversa após a paralisação da bandeira vermelha.
Em 2020, as corridas de TT da Ilha de Man, que deveriam ocorrer entre 30 de maio e 13 de junho, foram canceladas, mas foi quando a ilha intensificou suas medidas para proteger a população contra a Pandemia de COVID-19.

## Histórico
Corridas de carros Gordon Bennett e Tourist Trophy
O esporte a motor começou na Ilha de Man em 1904 com o Gordon Bennett Eliminating Trial, restrito a carros de turismo. Como a legislação inglesa 1903 impôs uma restrição de velocidade de 20 mph (32 km / h) em automóveis no Reino Unido, Julian Orde, secretário do Automobile Car Club da Grã-Bretanha e da Irlanda, abordou as autoridades na Ilha de Man para obter permissão para corrida de automóveis nas vias públicas da ilha. E com isso deu permissão na Ilha de Man para a corridas de estradas de 52,15 milhas (83,93 km) para o Gordon Bennett Eliminating Trial em 1904, sendo que a primeira corrida foi vencida por Clifford Earl (Napier) em 7 horas 26,5 minutos por cinco voltas (255,5 mi ou 411,2 km) da pista de Highroads Course. E no ano seguinte em 30 de maio de 1905 foi novamente vencido por Clifford Earl dirigindo um automóvel Napier em 6 horas e 6 minutos por seis voltas na pista de Highroads Course. Isso foi seguido em setembro de 1905 com a primeira Isle of Man Tourist Trophy Race para automóveis de corrida, agora conhecida como RAC Tourist Trophy e foi vencida por John Napier (Arrol-Johnston) em 6 horas e 9 minutos a uma velocidade média de 53,90 mph (54,56 km / h).
Os maiores vencedores são: Joey Dunlop com 26 vitórias em 78 participações; John McGuinness com 20 vitórias, Ian Hutchinson com 16 vitórias, Michael Dunlop com 15 vitórias, Mike Hailwood com 14 vitórias em 39 participações; Steve Hislop com 11 vitórias em 26 participações; Giacomo Agostini com 10 vitórias em 16 participações; Phill Read com 8 vitórias em 33 participações e Patrick Furstenhoff (GhostRider) com 6 vitórias em 11 participações.
Por marcas podemos citar: Honda com 111 vitórias; Yamaha com 105 vitórias; Norton com 43 vitórias; MV Agusta com 34 vitórias; BMW com 30 vitórias e Suzuki com 28 vitórias.